# Think Big!
Think Big! ist eine deutsche Fernsehserie mit Hanna Plaß in der Hauptrolle.

## Handlung
Die 24-jährige Nicole wohnt im Kölner Stadtteil Chorweiler, einem sozialem Brennpunkt. Durch eine Schlägerei lernt sie Ebru kennen, mit der sie sich anfreundet. Die beiden beschließen, gemeinsam ein Nagelstudio zu eröffnen. Mangels adäquater Qualifikation wird ihnen dafür allerdings kein Kredit gewährt. Um den gemeinsamen Traum dennoch wahr werden zu lassen, kauft sich Nicole ein gefälschtes Abitur und beginnt ein BWL-Studium. Mit dem Studium hadert sie zunächst, Ebru und ihre Familie motivieren sie aber, nicht abzubrechen. An der Uni freundet sie sich langsam mit der eigenwilligen Johanna an, während sie mit Alex eine Rivalität entwickelt.

### Folge 1:Campussy
Nicole erzählt aus dem Off, wie das Leben in Chorweiler ist und sie sich mit Ebru nach einer Schlägerei anfreundete. Sie wollen aus ihrem bisherigen Leben raus und wollen eine Nagelstudio-Kette namens Spirit Fingers aufmachen. Als Hartz IV-Bezieher ohne Schulabschluss, Berufsausbildung oder Studium lässt sie der Bank-Berater bei der Anfrage nach einem Kredit kalt abblitzen. Auch der handgeschriebene, einseitige Business-Plan kann ihn nicht überzeugen. Da Nicole der Meinung ist, dass sie sowieso etwas von Finanzen verstehen müssen, will sie BWL studieren. Bei einem Nachbarn lässt sie sich für 70 € ein Abiturzeugnis drucken und schreibt sich an der Universität zu Köln ein.
Am ersten Tag kommt sie zu spät in den Hörsaal und muss sich mit dem ebenfalls zu spät kommenden Alex um den letzten freien Sitzplatz teilen. Dabei fallen sie dem Professor Amling negativ auf.
Zuhause bei ihrer alleinerziehenden Mutter Silvia bekommt ihr Studienbeginn wenig Beachtung – ganz im Gegensatz zu den Hunden, deren Geburtstag es gebührend zu feiern gilt. Später sorgt Nicole dafür, dass das frisch gekaufte Indoor-Solarium, wieder zurückgegeben wird – auch wenn ihre Mutter meint, dass es für Nicole gut wäre, damit sie nicht weiter „wie Mozzarella“ aussehe. Zudem muss sich Nicole häufig um ihre kleptomanische Schwester Tiffany kümmern und sich „kluge“ Sprüche von ihrem Bruder Dennis anhören. In einer Situation sagt Silvia zu ihren Kindern, dass sie keinen Kerl für sich suche, sondern einen Vater für die Kinder.
Neben Uni und Familie muss Nicole in einem Burger-Fast-Food-Laden arbeiten und sich von ihrem Chef Tarek, Ebrus Bruder, anmachen lassen.
Zurück an der Uni verkündet Amling, dass am nächsten Tag ein Test geschrieben wird; wer ihn nicht besteht, fliegt raus. Damit das nicht geschieht, lässt sich Nicole auf der Toilette einschließen und bricht nachts in Amlings Büro ein. Dabei wird sie von Alex ertappt, sie haben aber beide das gleiche Ziel und klauen die Testbögen aus seinen Unterlagen, mit dem Effekt, dass der Test am nächsten Tag abgesagt wird. Das kommt Nicole sehr gelegen, denn sie wollte eigentlich das Studium hinschmeißen und wurde nur durch ihre Familie und vor allem Ebru motiviert, weiterzumachen.

### Folge 2:Johanna
Nach Nicoles Hinweis an die Familie, dass die Wohnung mal wieder aufgeräumt werden sollte, bringt Tiffany die arabische Mitschülerin Minura mit nach Hause, die anscheinend kein Wort Deutsch versteht, aber die ganze Wohnung auf Hochglanz bringt. Während Silvia, Tiffany und Dennis ihr beim Putzen zuschauen, lädt Silvia sie spontan ein, mit ihnen Abend zu essen. Minura nimmt gerne an und bringt gleich ihre (Groß-)Familie mit.
An der Uni bekommen die Studenten von Amling eine Aufgabe, die sie in Zweierteams bearbeiten müssen. Nicole fragt verschiedene Kommilitonen für die Tandem-Aufgabe, erhält aber nur Absagen. Als die umweltbewusste Streberin Johanna, die sie in die Mensa eingeladen hat, wegen der Tandem-Aufgabe fragt, sagt Nicole ab. Als Nicole später immer noch keinen Partner findet, müssen sie und Alex doch um Johanna buhlen. Diese entscheidet sich für Nicole, da Freundinnen immer vorgehen. Beim gemeinsamen Lernen in der Bibliothek überreicht Johanna Nicole eine selbstgebastelte Mappe mit allen wichtigen Informationen für das Studium und verrät ihr, dass sie heimlich in Alex verknallt ist. Nicole verspricht, es niemandem zu verraten. Als Nicole in der Bibliothek Alex begegnet, erzählt sie es ihm dennoch und dass sie Johanna nur für eine Aufgabe bräuchte. Johanna hört beides und ist entsprechend enttäuscht von Nicole.
Zunächst lästert Nicole gegenüber Ebru über die uncoolen Leute an der Uni und das „irre Blumenmädchen“ / „Rapunzel“ / „Streber-Ulla“ Johanna. Ebru sagt, Nicole brauche keine Uni-Freundin, da sie ja Ebru habe. Nachdem Nicole ihr von der Situation mit Johanna und Alex in der Bibliothek erzählt und die Mappe zeigt, sehen beide, wie nett Johanna eigentlich ist. Ebru ermuntert Nicole, sie als Uni-Freundin zu haben und sich bei ihr zu entschuldigen. Das macht Nicole und gesteht ihr auch noch, dass sie ihr Abitur gefälscht hat. Johanna nimmt die Entschuldigung an verspricht, es niemandem zu sagen.

### Folge 3:Wissenschaftliches What?!
Nicole muss an der Uni ein Wochenendseminar bei Professor Danni-Lenko, genannt „Mark“, besuchen. Die Seminararbeit soll zum Thema Grundlegende Geschäftsmodelle moderner Unternehmenskultur geschrieben werden. In der Bibliothek findet Nicole ein Buch von Professor Amling dazu, aus dem sie 1:1 abschreibt, ohne es kenntlich zu machen. Das Plagiat wird Uni-intern bekannt, und Professor Danni-Lenko initiiert ein Ausschlussverfahren. Durch Johanna erfährt Nicole allerdings, dass bereits Amlings Text ein Plagiat war. Dementsprechend hat dieser auch ein Interesse daran, das Ausschlussverfahren (in dem er als Ausschuss-Mitglied involviert ist) zügig zu beenden; was letztendlich auch geschieht.
Zuhause nimmt sich Nicoles Familie eines Pakets an, dass sie für eine Nachbarin angenommen hat. Sie reden sich ein, dass die Nachbarin bestimmt verstorben ist, und sie sich gewünscht hätte, dass die Familie ihre Sachen in Besitz nimmt. Umso überraschter sind sie, als die ganz und gar nicht tote Nachbarin bei ihnen klingelt und nach dem Paket fragt. Der Nachbarin fällt bspw. auf, dass Nicoles Mutter ihr bestelltes Outfit trägt und auf allen Kisten ihr Name steht. Der Sohn der Nachbarin, ein Polizist, schiebt die Anschuldigungen mit Verweis auf ihre Demenz beiseite.

### Folge 4:Das Stipendium
Nicole verliert ihren Job im Fast-Food-Restaurant, da ein Immobilieninvestor das Areal aufgekauft und die Mieten erhöht hat. Nicole thematisiert in der Familie deren nun noch stärker angespannte finanzielle Lage. Da Mutter Silvia partout keiner anderen Tätigkeit außer Fachkraft für Heißmangel nachgehen will, überlegt sie der Vergünstigungen wegen, und um von der Arbeitsagentur in Ruhe gelassen zu werden, einen Schwerbehindertenausweis zu erschwindeln, wovon Nicole sie allerdings abbringen kann. Nicole selbst sucht am schwarzen Brett der Universität nach Nebenjobs. Dabei trifft sie Alexander und erfährt, dass er sich für ein Stipendium bewirbt. Die Aussicht auf 1000 € monatlich bewegen Nicole dazu, sich auch zu bewerben. Im anschließenden Casting merkt Nicole, dass ihre soziale Situation die Jury sehr bewegt, so dass sie sich dazu hinreißen lässt, ihre angeblich schwerbehinderte Mutter zu erwähnen. Nicole bekommt das Stipendium, muss nun aber, um nicht aufzufliegen, bei der Begrüßungsfeier die Mutter in einen Rollstuhl setzen. Als bei sie der Preisübergabe sieht, dass sich der Immobilieninvestor, wegen dem sie ihren Job verlor, sich mit ihrem Stipendium schmücken will, sagt sie ihm zornig ihre Meinung.

### Folge 5:Das Schicksal von Sheila
Nicole und Ebru rufen sich über den Dächern Chorweilers ihren Traum vom eigenen Nagelstudio in Erinnerung. In ihrer Familie wird sie aber mit unmittelbaren Ereignissen konfrontiert: Hündin Sheila liegt im Sterben. Obwohl Sheila schon fünfzehn Jahre alt ist, kann Mutter Silvia nicht loslassen, auch weil Sheila ein Geschenk des Vaters der Kinder war – zwei Tage bevor er die Familie verlassen hat. Deshalb versucht Silvia, 330 € für eine MRT aufzutreiben, mit dem der Verdacht auf Krebs überprüft werden soll.
Silvia verkauft das Sofa der Familie, Nicole sucht ebenfalls am Schwarzen Brett nach Verdienstmöglichkeiten. So meldet sie sich für einen medizinischen Versuch an. Beim Warten auf den Test wird sie von einem zittrigen, schwitzenden, aufgedrehten (Dauer-)Versuchsteilnehmer abgeschreckt. Tiffany kann aber Dennis zum Test überreden.
An der Uni erklärt Kommilitonin Johanna Nicole, dass sie Bafög beantragen kann. Für den Antrag braucht sie allerdings die Einkommensnachweise u. a. beider Eltern. Ein Sonderantrag ohne die Unterlagen des Vaters ziehe sich, so die Auskunft der Sachbearbeiterin, über mehrere Jahre hin. Nicole ärgert sich über den Staat, der dich „dafür bestraft, dass du ein Arschloch von Vater hast“. Johanna kann den Vater ausfindig machen. Mit Johanna und Ebru geht Nicole zu dessen Haus; sie geht allerdings wieder, ohne geklingelt zu haben.
Sheila stirbt. Gemeinsam beerdigt die Familie den Hund in der Hochhaussiedlung. In der letzten Szene steht Nicole erneut vor dem Haus ihres Vaters.

### Folge 6:Die Himmelspfoten
Nach Sheilas Tod trauert Mutter Silvia noch immer um ihren Hund. Nach einem Vorschlag von Nicole geht sie zur Selbsthilfegruppe „Himmelspfoten“, wo sie Hanno kennenlernt. Als Hanno Familie Pütz besuchen kommt, sind die Kinder – entsprechend der negativen Erfahrungen mit Silvias Vorherigen Liebhabern – ablehnend eingestellt. Nicole schmeißt ihn schließlich raus. Später erkennt sie aber, dass er doch gar nicht so schlimm ist, wie sie dachte, kann ihn aber nicht davon überzeugen, sich nochmals bei Silvia zu melden.
Nicole selbst träumt mehrmals davon, Sex mit Alex zu haben. Sie sucht auch ein Gespräch mit ihm, als sich aber seine Freundin zu ihm stellt, geht Nicole, noch bevor das Gespräch richtig begonnen hat.

### Folge 7:Der Sheriff von Chorweiler
Dennis sagt, er habe seine Ausbildungsstelle im Supermarkt gekündigt, da ihm kein Respekt entgegengebracht worden sei und er nun in den Chorweiler Arkaden als Sicherheitsdienst-Mitarbeiter arbeiten wird. Nicole versucht ihn davon abzubringen.
Von der Uni aus, muss sie in einem Unternehmen ihrer Wahl eine SWOT-Analyse durchführen; sie entscheidet sich das Phenome Nails in den Arkaden in dem Ebru angestellt ist. Als Ebru einer Kundin den Wunsch nach rotem Nagellack verweigert, kritisiert Nicole sie dafür, schließlich müsse ein Laden auch Geld verdienen. Ebru nimmt ihr den Einwand übel, niemand habe ihr zu sagen, wie sie ihren Job machen soll. Erst später erfährt Nicole, dass Ebru das Rot für qualitativ minderwertig hält und es den Kundinnen nicht zumuten möchte.
In den Arkaden trifft sie auch mehrfach auf ihren Bruder, als er seiner neuen Arbeit nachgeht. Die Treffen sind konfliktreich und Nicole muss erkennen, dass Dennis nun nicht mehr nur der kleine von früher Bruder ist.

### Folge 8:Das Praktikum
Für die Uni muss Nicole ein Praktikum absolvieren; aufgrund ihres Wohnorts Chorweiler, so vermutet Dennis, erhält sie aber nur Absagen. Während sie sich bei Professor Amling darüber beschwert, kommt Alex ins Büro und will sich bestätigen lassen, dass es in Ordnung ist, wenn er das Praktikum bei seinem Vater in der Unternehmensberatung macht. Amling findet das zwar wenig ambitioniert, erlaubt es aber sofern Nicole dort auch noch einen Praktikumsplatz bekommt.
Zu Beginn des Praktikums hat Herr Hilker zwar lobende Worte für Nicole, da sie realisierbare Träume habe, betraut sie aber dennoch mit einfachsten Arbeiten wie Kopieren, Aktenvernichten und Geschirrabräumen. Aus diesem Grund will Nicole das Praktikum abbrechen; von Professor Amling bekommt sie sogar eine Bestätigung, dass sie die Uni-Leistung dennoch erbracht hat. Nicole fühlt sich bei der Ehre gepackt und will sich durchkämpfen. Bei einem Termin in der Unternehmensberatung hat sie mehrere gute Vorschläge für das Waffelrestaurant der Kundin, das sie aus Chorweiler persönlich kennt. Auch Herr Hilker ist von Nicole begeistert und beauftragt sie eine Präsentation vorzubereiten während es nun an Alex das Geschirr abzuräumen. Als Nicole Alex’ Vater vorschlägt, die Präsentation zu zweit zu machen, geraten sie aneinander und Nicole wird entlassen. Kaum zu Hause angekommen, ruft sie die Waffel-Verkäuferin an un bietet ihr ein Praktikum an.
Zuhause will Dennis „seinen Mann im Haus stehen“ und die noch funktionierende Waschmaschine reparieren, da sie komische Geräusche mache. Der Reparaturversuch schlägt fehl und so sieht er sich genötigt für teures Geld aus der Haushaltskasse eine gebrauchte Maschine bei einem Händler in Tiefgarage zu kaufen. Als die Maschine sich als kaputt herausstellt, ist er verzweifelt und gesteht Silvia gegenüber sein Scheitern ein. Sie bringt den Händler durch einen Anruf bei dessen Mutter dazu, das Geschäft rückgängig zu machen und die ursprüngliche Maschine zu reparieren.

### Folge 9:Tiffany
An der Uni stehen Semesterabschlussprüfungen an. Vor Nicole liegt bereits der Prüfungsbogen, da sieht sie auf ihrem Handy, dass Tiffanys Schule anruft – Tiffanys Mutter war nicht zu erreichen. Auch wenn sie dadurch die Prüfung nicht mitschreiben kann, fährt Nicole zu Tiffanys Schule. Tiffany hatte ihrem Mitschüler Tom die Nase gebrochen und soll der Schule verwiesen werden. Durch Nicoles Zureden bekommt Tiffany eine „letzte letzte Chance“ wenn sie eine Aggressionstherapie (Boxen) macht. Tiffany will aber von Nicole in Ruhe gelassen werden, woraufhin sie erwidert, dass es ihr jetzt egal sei, ob sie zur Therapie geht oder nicht und ob sie in den Knast muss oder nicht.
Von Professor Amling erfährt Nicole, dass die Nachholklausur bereits am übernächsten Tag ist. Mit Johanna verabredet sie sich für den nächsten Morgen zum Lernen, was sie aber vergisst, da sie Tiffany beim Boxen besuchen will. Dort trifft sie auf die Trainerin Lea, der sie früher einmal die Zähne ausgeschlagen hatte. Lea sieht in Nicole ein schlechtes Vorbild und sagt sie solle Abstand zu Tiffany halten. Auch will sich Lea bei den Pützens zu Hause einen Eindruck von Tiffanys Situation machen und ob ihr Umfeld ihr Stabilität gibt. Mutter Silvia vermutet, dass Tiffany eigentlich auf Tom steht. Diesem Hinweis geht Nicole am nächsten Morgen nach: anstatt zur Nachklausur, geht sie zur Schule und zerrt Tom zum Boxtraining. Dort bringt sie ihn dazu sich dafür vor Tiffany und Lea zu entschuldigen, dass er ein Nacktfoto von Tiffany in Sozialen Netzwerken geteilt hat. Tiffany ist mit Nicole wieder versöhnt und überredet sie, die Nachklausur mitzuschreiben.

### Folge 10:BFF
Nicole hat das erste Semester bestanden. Professor Amling hat ein Praktikumsplatz für die Ferien. Da Nicole in der Zeit eigentlich mit Ebru auf die Nail Academy wollte, erbittet sie sich noch ein paar Tage Bedenkzeit. Johanna gratuliert ihr und schlägt vor in der vorlesungsfreien Zeit zu lernen. Nicole will in den „Semesterferien“ feiern und lädt Johanna für den Abend ein.
Nachdem Nicole und Ebru Johanna in styling technisch auf ein für sie akzeptables Niveau gebracht haben, startet der Party-Abend. Zunächst in einer Shisha-Bar und bei Tarek. Johanna scheint wenig zu vertragen und ist schnell ange- bzw. betrunken. Auf der nächsten Station, der Semesterparty, fühlt sich Ebru überhaupt nicht wohl und will Nicole zum Gehen überreden. Sie willigt ein, geht aber noch „kurz“ weg und lässt sich von Alex zu einer Runde Beer Pong überreden. Als Alex sie küssen will, dreht sich Nicole entgeistert weg. Die betrunkene Johanna kommt hinzu und verrät, dass Nicole ihr Abi gefälscht hat. Nicole ist wütend auf Johanna und auch mit Ebru gerät sie aneinander, weil Ebru vermutet, dass sie den gemeinsamen Traum vom Nagelstudio nicht weiter verfolgen will und ihn, auch durch Johannas Einweihung über das gefälschte Abi, verraten hat.
Nicole verlässt alleine die Party und fährt zum Haus ihres Vaters. Als sie vor der Türe steht, ist es schon morgens und sie kommt mit ihrer (mutmaßlichen) Stiefmutter ins Gespräch. Nicole verrät ihre wahre Identität nicht, sondern gibt sich als Interviewer von der Uni aus. Im Haus lernt sie auch ihre (mutmaßliche) Halbschwester kennen, bevor sie überstürzt das Haus wieder verlässt. Kurze Zeit später hält Professor Amling neben ihr im Auto, der angibt in der Gegend zu wohnen. Er nimmt sie ein Stück mit und gibt ihr den Rat nach sich selbst zu schauen, und es nicht allen recht machen zu wollen. In der letzten Szene sitzt Nicole alleine über den Dächern Chorweilers.

## Produktion
Die Szenen in Chorweiler wurden vor Ort gedreht, die Innen-Szenen im Studio.

## Rezeption
Die Serie erhielt meist positive Kritiken: Die Hörzu kommt zum Schluss

„Sollte man sehen, weil:
…wir richtig glücklich waren, als wir die erste zwei Folgen gesehen haben. Vielleicht wird das Rad nicht ganz neu erfunden und man muss natürlich schauen, wie sich das Format weiter entwickelt. Aber Hanna Plaß überzeugt als Underdog-Heldin und das Drehbuch trifft die richtige Mischung aus eigenwilligem Humor und Herz. Weil man sich außerdem überraschend schnell mit allen Charakteren anfreundet, ist die Vorfreude auf die Fortsetzung von Anfang an da. Die Serie scheint das Zeug zu einem kleinen Glücksfall in der deutschen (Comedy-)Serienlandschaft zu haben.“

Auf DWDL.de wird summiert „Das macht Spaß, zumal die meisten Pointen treffsicher und mit großer Spielfreude verwandelt werden.“ Nach einer ausführlichen Besprechung gab Tilmann P. Gangloff der Serie 4 von 6 Sternen. Ambivalent äußerte sich Oliver Jungen in der FAZ: „Die Pointen sitzen, Timing und Score stimmen; Wolfgang Groos und Tobias Wiemann setzen das Starke-Frauen-Aufsteigermärchen trashig cool in Szene. Nur ist die Entwicklung doch arg erwartbar. Und lustig übersteigerte Soziolekte hat man in der Comedy inzwischen schon allzu oft gehört. „Think Big“ denkt jedenfalls nicht groß über das Privatfernsehen hinaus.“
Unter der Überschrift „Think Big!“: Endlich wieder gute Comedy aus Deutschland bilanziert Vanessa Schneider vom Bayerischen Rundfunk:

„Witze über Hartz4-Empfänger*innen und weniger privilegierte Menschen zu machen, kann ziemlich schnell nach hinten losgehen. Aber das tut "Think Big" auch nicht. Alle Figuren haben ihre Stärken und Schwächen, über die man natürlich auch lachen kann, die aber vor allem ermöglichen, dass wir mit ihnen mitfühlen und sie nicht vorverurteilen. Die Serie greift ständig Vorurteile auf – gegen Studierende und Leute, die nicht studiert haben, gegen aufgestylte Frauen und BWL-Profs – aber dann bricht die Serie diese Stereotype sehr clever. Mich hat "Think Big!" total überrascht. Nicoles Familie ist zwar schräg, aber liebenswürdig und ihre Freundin Ebru hat die besten Konter drauf. Überhaupt: Die meisten Witze sitzen, weil die Darsteller*innen (darunter auch Anselm Bresgott […]) ein gutes Timing haben.
Es wäre wirklich schade, wenn es bei diesen zehn ersten Folgen bleiben würde – nur weil niemand von "Think Big!" gehört hat. Richtig gute Comedy-Serien aus Deutschland sind eh viel zu selten.“

Die Serie, die im Fernsehen, auf sat1.de und auf Joyn ausgestrahlt wurde, erreichte im Fernsehen weniger Zuschauer als erwartet.

## Nominierungen
- Deutsche Akademie für Fernsehen-Preis (DAfF-Preis)
  - 2020: Nominierung in der Kategorie Produktion für Christiane Ruff und Frederik Hunschede[10]
  - 2020: Nominierung in der Kategorie Kostümbild für Andreas Janczyk[10]
- Deutscher Comedypreis
  - 2020: Nominierung in der Kategorie Beste Comedy-Serie[11]
- Deutscher Fernsehpreis
  - 2020: Nominierung in der Kategorie Beste Comedy-Serie[12]
- Venice TV Award
  - 2020: Nominierung in der Kategorie Comedy[13]

### Interviews und Berichte
- Interview mit Hanna Plaß über die Serie
- Bericht über Vivien Sczesny
- Interview mit Sat.1-Redakteurin Birgit Brandes über die Serie